# Isla de Bute
La isla de Bute (/ˈbjuːt/ en gaélico escocés: Eilean Bhòid o An t-Eilean Bòdach) es una de las islas del fiordo de Clyde, en Escocia. Formalmente es parte del condado de Buteshire, y ahora forma parte del Council Area de Argyll y Bute. En el censo de abril de 2001 tenía una población de 7.228 habitantes, aunque probablemente en invierno no haya más de 5.000 residentes en la isla.

## Geografía
Bute yace en el fiordo de Clyde. La única villa en la isla, Rothesay, está unida por ferry con tierra firme. Otras villas:
- Ascog
- Ardbeg
- Kerrycroy
- Kilchattan Bay
- Kingarth
- Port Bannatyne
- Straad
- Rhubodach

Bute se divide en dos por la "Falla Highland". El norte es de colinas sin cultivos y extensas áreas forestales. El sur tiene áreas llanas cultivadas. Loch Fad es el cuerpo de agua dulce más grande.
El lado oeste de Bute tiene playas muy bonitas con vista a Arran. Straad es la única villa en la costa oeste, cerca de la bahía de St. Ninian.
En el norte, Bute está separada de la península de Cowal por Kyles de Bute. La parte norteña de la isla está poco poblada y la terminal del ferry en Rhubodach conecta la isla con tierra firme en Colintraive por dos ferries. El cruce es corto, menos de 300 m, y es muy usado por turistas que prefieren esta ruta más escénica.

## Historia
Los gaélicos arribaron y absorbieron a Bute dentro del Cenél Comgall de Dál Riata por lo que la isla fue centro de la población hablante del britónico (lo que actualmente es galés).  Más tarde, durante el periodo vikingo la isla se conoce como Rothesay y la villa mayor como Bute. 
Después del período vikingo la isla no fue dada al Señor de las Islas, como lo habían sido las demás islas escocesas de la costa oeste.  En cambio, la isla de Bute fue propiedad personal de la monarquía escocesa.
Entre las décadas de los 40 y los 50, Bute fue una gran base naval.

## Transporte
Bute está conectada con el sistema de comunicaciones escocés por dos ferries de la Caledonian MacBrayne:
- Rothesay a Wemyss Bay
- Rhubodach a Colintraive

En verano, el "vapor a ruedas" Waverley hace paradas regulares en Rothesay.
Hay servicio regular de bus a lo largo de la carretera costera  este y de correspondencia conectando la isla en Argyll. Muchos viajeros usan la isla como una etapa de Glasgow a Ayrshire dentro del oeste de Escocia, usando esta ruta. En verano un tour abierto de buses hacen Guildford Square con ferry a las 11.00 y a las 13.00.
El ferry a la isla sale de Wemyss Bay, una villa en la ruta A78, entre Glasgow y Ayr. 
Wemyss Bay se conecta por FF.CC. a Paisley (al aeropuerto internacional de Glasgow) y con la Glasgow Central station. Prestwick Airport (de RyanAir) se conecta directamente con Wemyss Bay por un servicio de bus rápido, que circula cada 30 min.

## Educación
La isla tiene un colegio secundario, Rothesay Academy, que se mudó a un nuevo campus, con la Escuela Primaria Rothesay en 2007. Hay tres primarias, la más grande es Rothesay Primary, la más pequeña (50 alumnos) es la primaria North Bute en Port Bannatyne. La tercera primaria, St Andrews es una escuela católica alineada con la Iglesia de St. Andrews, el único templo católico en una isla predominantemente  protestante.

## Deportes
Bute tiene muchos clubes de deportes. Hay tres campos de golf: "Rothesay Golf Club", "Kingarth Golf Club",  "Port Bannatyne Golf Club".  El equipo de fútbol amateur es  Brandanes,  y los juniors son los "Brandane Rovers".  Bute tiene pesca, rugby, tenis, bowls, shinty, y cricket.
El más exitoso de los clubes es "Bute Shinty Club", que juega en el máximo nivel de deportes de la zona (la "Liga Marina Harvest Premier"). En 2006 Bute ganó la promoción a la Liga Premier por haber ganado la División Sur. Bute también ha ganadó la "Ballimore Cup" y tiene corredores en la "Glasgow Celtic Society Cup" en 2006.

## Economía
La ganadería y el turismo son las actividades de la isla, juntro con pesca y forestación. Los negocios incluyen;
- Telecom Service Centres (TSC)
- Port Bannatyne Marina y Boat Yard
- Ardmaleish Boatbuilding Company
- Bute Fabrics, compañía textil financiada por la "Mount Stuart House"
- Scottish Mead Company

## Atracciones

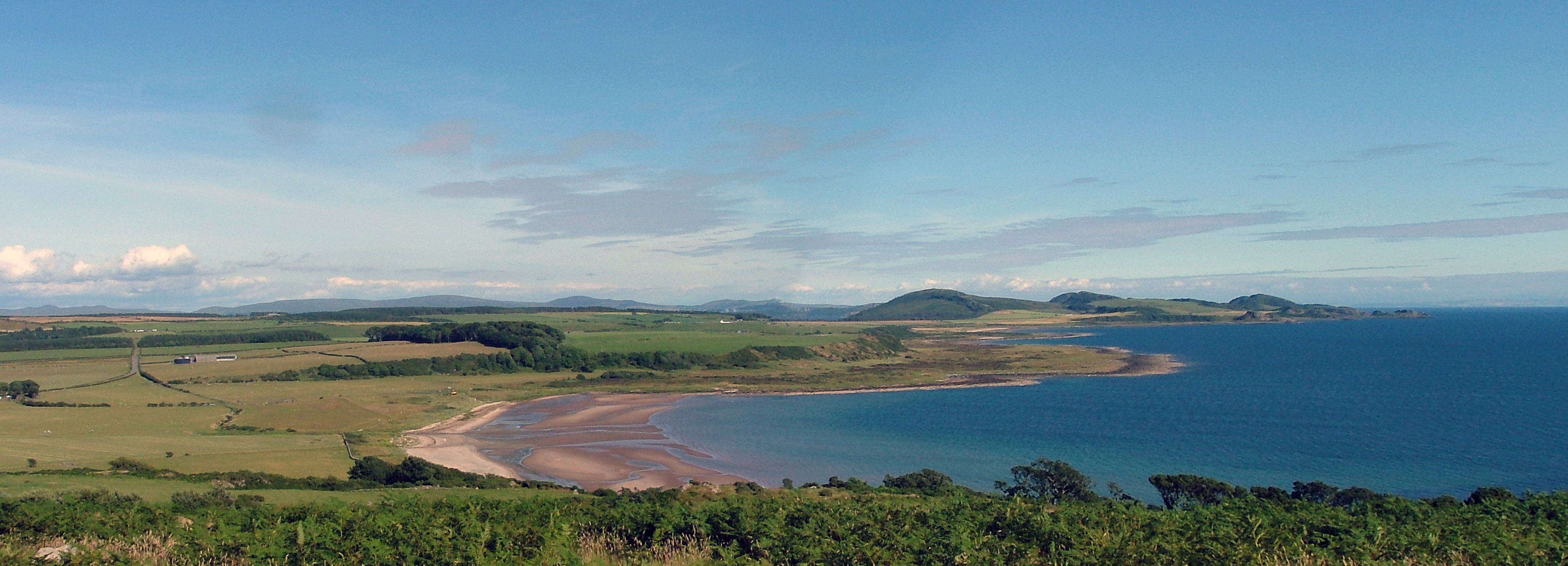
Una playa en la bahía de Scalpsie y al fondo las tres colinas Suidhe Chatain, Tor Mòr y Suidhe Bhlain.

Los atractivos arquitectónicos de la isla incluyen las ruinas del siglo XII de la Capilla San Blane en un sitio asociado con Saint Catan y Saint Blane, que nació en Bute. Otra capilla ruinosa, del siglo VI, está en  St Ninian's Point.

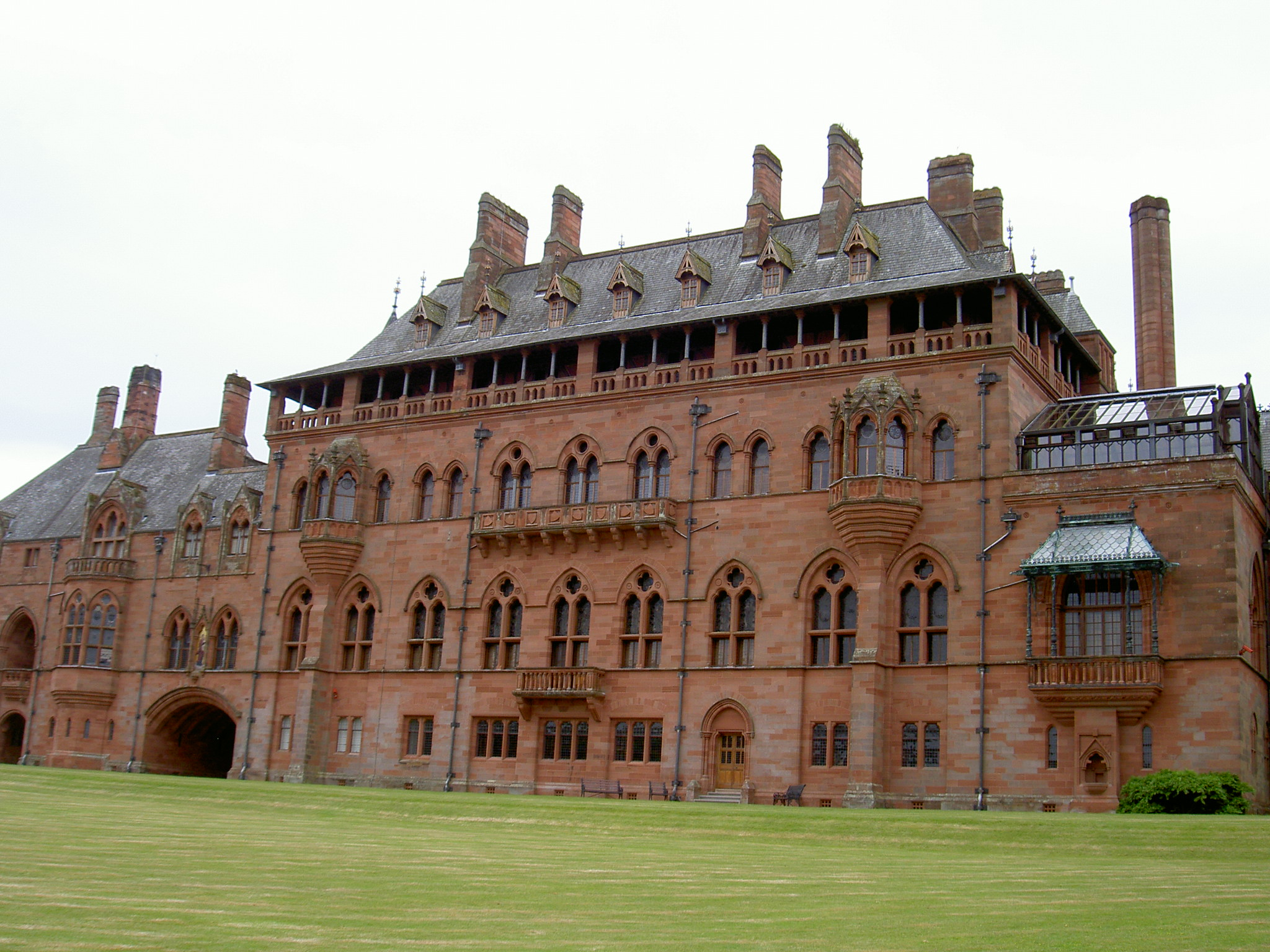
Mansión Mount Stuart.

La excéntrica Mansión Mount Stuart es  citada como una de las mansiones más impresionantes de la arquitectura neogótica, recibiendo a muchos estudiantes de arquitectura de Glasgow en días de paseo. El Tercer Marqués tenía pasión por el arte, astrología, misticismo y religión y el edificio lo refleja en la arquitectura, mobiliario y colecciones de arte. Hay una capilla de mármol, muchos vidrios y revestimientos de Old Masters, de la Real Familia y de los Estuardos. La casa abre en Pascuas y de mayo a octubre. Hay jardines con plantas importadas y un centro de visitas. Los jardines albergan eventos durante el año, comenzando en Pascuas con una parada. En 2003 el diseñador Stella McCartney se casó en la capilla, generando intenso interés en los medios.
El Pavilion es un edificio de los 1930s con una sala de conciertos, talleres y café, y notable por su arquitectura. Y casi no ha sufrido cambios desde su construcción.  
El Castillo de Rothesay es del siglo XIII, herencia de los Stuardos de Escocia.
El Hall Ascog de Helechos y Jardines es una residencia renovada victoriana e invernáculo con arbustos y plantas de todo el Imperio, incluyendo un helecho del siglo XI.
El Loch Fad es un lago de agua dulce profundo (loch), con buena pesca, de truchas marrón. Se alquilan botes.
La vieja Oficina de Correos de la isla de Bute es un edificio histórico (abre por las mañanas), que mantiene objetos de correo antiguos, algunos de antes de la creación de la estampilla.
La bahía Scalpsie tiene una colonia de más de 200 lobos marinos en sus playas, debiendo recorrer extensos paseos para verlos. También hay ciervos, y vida silvestre de aves,  liebres. Cabras salvajes de largos cuernos se ven en el norte de la isla.
El puerto Bannatyne es una villa al norte de la isla, centro de navegación a vela y pesca de mar en la isla. Tiene dos clubes náuticos y una marina de 200 veleros en construcción. Se pescan langostinos por redes en la bahía. En la Segunda Guerra Mundial se estacionaban submarinos de menos de 150 toneladas en la bahía de Kames, y hay un memorial a los muertos de la Guerra. 
La ruta de Puerto Bannatyne va 11 km bordeando Kyles de Bute hasta llegar a una parada del ferry, sobre Colintraive en Argyll.
Los Jardines de Invierno de los años 1920 tienen un pequeño cine y una oficina de información turística. Cerca están los Toilets Victorianos.
Hay una gran variedad de festivales de música, folk y poesía, y paseos peatonales y de ciclismo. Hay muchos círculos de piedra antiquísimos, de la Edad del Bronce, una villa fortificada de la Edad del Hierro, y vestigios cristianos (incluyendo a la capilla St. Blane).  El Museo Bute de Historia de la isla está detrás del castillo Rothesay.

## Personalidades
- Lord Attenborough, director de cine ha hecho una casa en la isla;
- Andrew Bannatyne (1798-1871), político, abogado, empresario;[2][3]
- Adam Crozier, superior del Real Correo
- George Leslie Hunter, pintor colorista;
- Edmund Kean, actor shakespereano;[4]
- Sir William MacEwen FRS 1848-1924, cirujano;
- John William Mackail, escritor y catedrático;
- John Sterling, crítico, periodista, poeta;
- Major-General John Barton Sterling, hijo de John Sterling;
- Lena Zavaroni, cantante, nació u creció en Rothesay;
- Johnny Dumfries, marqués de Bute, expiloto de automovilismo.
- Teniente Henry Robertson (Birdie) Bowers (1883-1912) explorador polar
- Leane "Tinky", leyenda de Bute.

## Entomología
La Isla de Bute se conoce en los círculos entomológicos como la isla de las pulgas  por sus quince especies identificadas en Bute y reportadas a la Real Sociedad Entomológica.